# Fort Sint-Gelein
Het Fort Sint-Gelein was een fort dat zich bevond ten oosten van Zuiddorpe.
Het fort werd in 1636 aangelegd als onderdeel van de Linie van Communicatie tussen Hulst en Sas van Gent en bevindt zich tussen Fort Moerspui, Fort Sint-Marcus en Fort Sint-Elooi.
In 1645 kwam het fort in Staatse handen en verloor haar militaire betekenis. Van het fort is niets meer in het landschap terug te vinden.